# Goworów

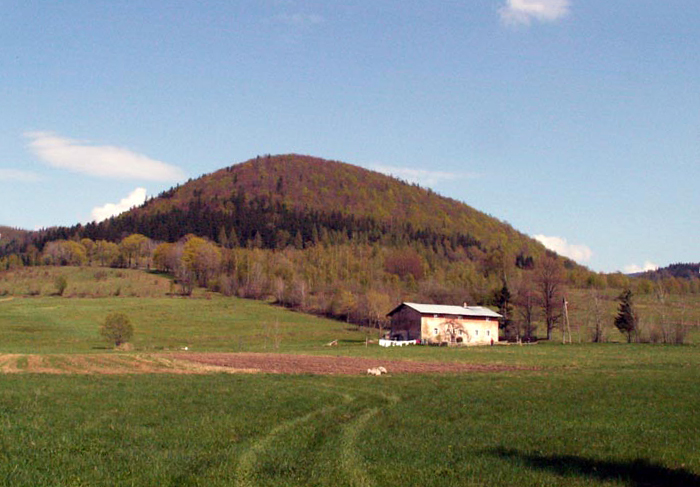
Wendlerberg

Goworów (deutsch Lauterbach) ist ein Ort in der Stadt- und Landgemeinde Międzylesie im Powiat Kłodzki der Woiwodschaft Niederschlesien in Polen. Er liegt fünf Kilometer nordöstlich von Międzylesie (Mittelwalde).

## Geographie
Goworów liegt im Süden des Glatzer Kessels an den nordwestlichen Ausläufern des Glatzer Schneegebirges am Lauterbach (Goworówka), einem rechten Nebenfluss der Glatzer Neiße. Nachbarorte sind Nowa Wieś (Neundorf) im Nordosten, Jodłów (Thanndorf) im Südosten, Szklarnia (Gläsendorf) im Süden, Nagodzice (Herzogswalde) im Westen sowie Roztoki (Schönfeld) und Michałowice (Michaelsthal) im Nordwesten. Südlich erhebt sich der 696 m hohe Wendlerberg (polnisch Pątnik).

## Geschichte
Lauterbach wurde erstmals im Jahre 1358 als „Lutirbach“  urkundlich erwähnt. Es gehörte zum Habelschwerter Distrikt im Glatzer Land, mit dem es die Geschichte seiner politischen und kirchlichen Zugehörigkeit teilte. Für das Jahr 1360 ist eine Holzkirche belegt. Der Dominialanteil gehörte zunächst zur Herrschaft Mittelwalde und nach der Erbteilung von 1610 zur Herrschaft Schönfeld. Diese gelangte 1648 an Michael Ferdinand von Althann, dem bereits die Herrschaften Mittelwalde und Wölfelsdorf gehörten. Er errichtete mit Genehmigung des böhmischen Landesherrn aus den Herrschaften Schönfeld, Mittelwalde und Wölfelsdorf ein Majorat, das bis 1945 im Besitz der Familie von Althann verblieb. 1631 wurde Lauterbach teilweise durch ein Hochwasser zerstört und danach wieder aufgebaut.
Nach dem Ersten Schlesischen Krieg 1742 und endgültig mit dem Hubertusburger Frieden 1763 kam Lauterbach zusammen mit der Grafschaft Glatz an Preußen. Ab 1765 wurde es in zwei Teile geteilt, die beide den Herren von Althann gehörten. Nachdem durch den Mittelwalder Fabrikanten Joseph Christoph Ludwig, dem seit 1785 das Freirichtergut gehörte, die Baumwoll- und Leinwandherstellung gefördert wurde, nahm Lauterbach einen wirtschaftlichen Aufschwung; die erzeugten Stoffe wurden bis nach Spanien und Nordamerika verschickt. Für Anfang des 19. Jahrhunderts sind nachgewiesen: eine Filialkirche, ein Pfarrhaus, ein Schulgebäude, eine Erbschölzerei, je eine Mehl-, Brett- und Ölmühle sowie 24 Bauern, 15 Gärtner und 12 Häusler. Nach der Neugliederung Preußens gehörte Lauterbach ab 1815 zur Provinz Schlesien und war zunächst dem Landkreis Glatz eingegliedert. Zum 24. Januar 1818 erfolgte die Umgliederung in den Landkreis Habelschwerdt, mit dem es bis 1945 verbunden blieb. Im 19. Jahrhundert entstanden Wassermühlen, Ölmühlen, Sägewerke und eine Papierfabrik. In der zweiten Hälfte des 19. Jahrhunderts entwickelte sich Lauterbach zu einem beliebten Sommerfrischeort. 1939 wurden 658 Einwohner gezählt.
Als Folge des Zweiten Weltkriegs fiel Lauterbach 1945 wie fast ganz Schlesien an Polen und wurde in Goworów umbenannt. Die deutsche Bevölkerung wurde vertrieben. Die neu angesiedelten Bewohner waren teilweise Zwangsumgesiedelte aus Ostpolen, das an die Sowjetunion gefallen war. Die Papierfabrik und ein Gneissteinbruch wurden weiterhin betrieben. In den Jahren 1954–1961 gehörte Geworów zur gleichnamigen Gromada, deren Sitz es war. 1975–1998 war es der Woiwodschaft Wałbrzych (Waldenburg) eingegliedert.

### Freirichtergut
Das Freirichtergut gehörte vermutlich in älteren Zeiten zum Dominium und fiel unter dessen Obergerichtsbarkeit. 1540 übergab es der Mittelwalder Erbherr Wenzel von Žampach und Pottenstein dem Paul Mathes. Nach zahlreichen Besitzerwechseln erwarb es 1785 der königlich preußische Kommerzienrat Joseph Christoph Ludwig aus Mittelwalde. Er legte auf dem Gut eine Leinwandbleiche, eine Wassermangel, ein Appreturhaus und ein Trockenhaus an. Zum Freirichtergut gehörten: eine Mehlmühle, zwei Bauern, ein Schmied, sieben Gärtner und elf Kolonisten.

### Kirchliche Zugehörigkeit
1560 war die Lauterbacher Kirche eine Filiale der Pfarrei Ebersdorf. Gegen Ende des 16. Jahrhunderts bekannten sich fast alle Einwohner zum lutherischen Glauben. Nachdem die Grafschaft Glatz 1622/23 durch die Kaiserlichen zurückerobert wurde, wurde der lutherische Prediger vom damaligen Besitzer der Herrschaft Schönfeld, Johann Arbogast von Annenberg, vertrieben. Die Lauterbacher Filialkirche gehörte anschließend bis 1637 zur Pfarrei Mittelwalde und kam danach an die wieder errichtete Pfarrei Schönfeld.

## Sehenswürdigkeiten

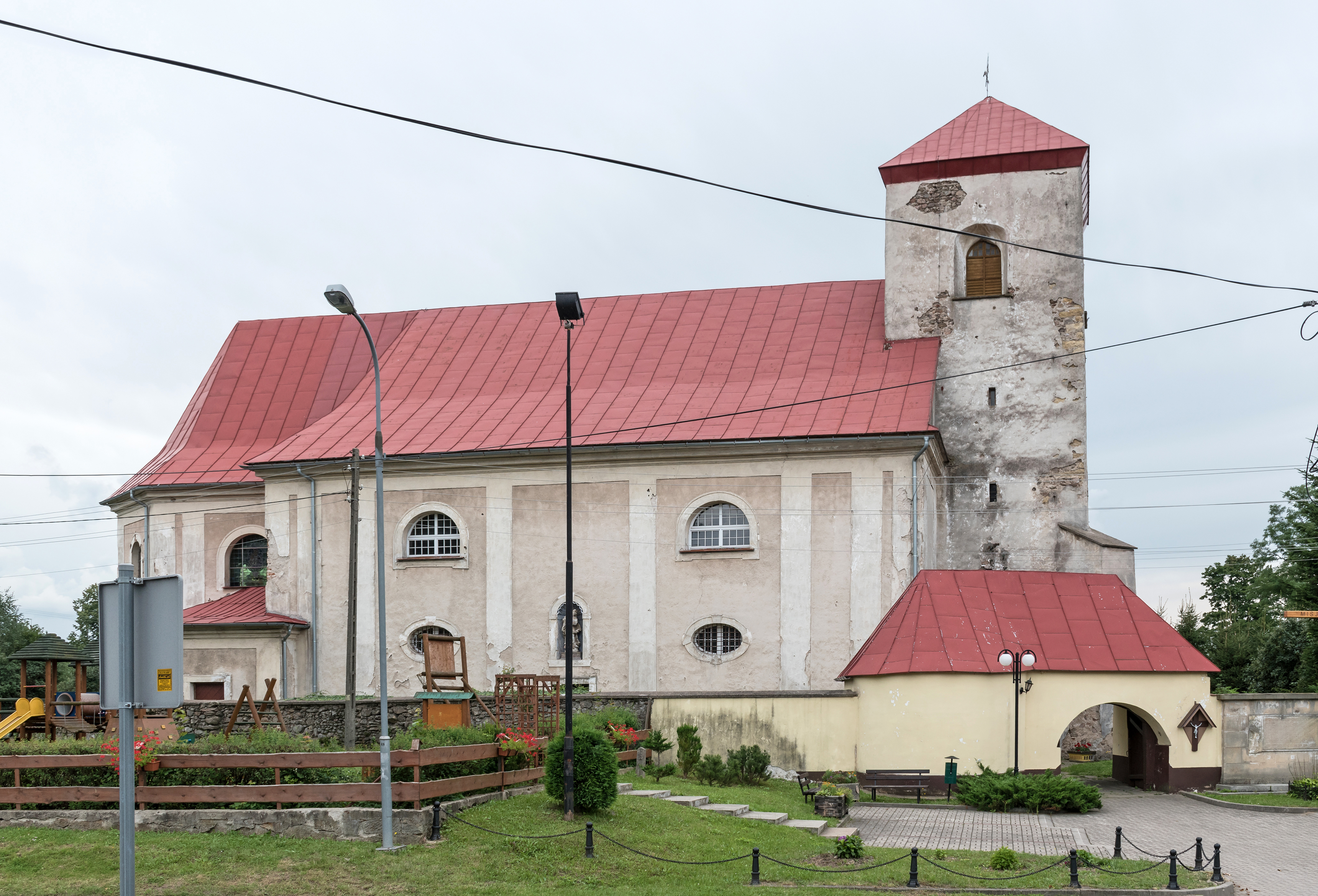
Kirche St. Peter und Paul
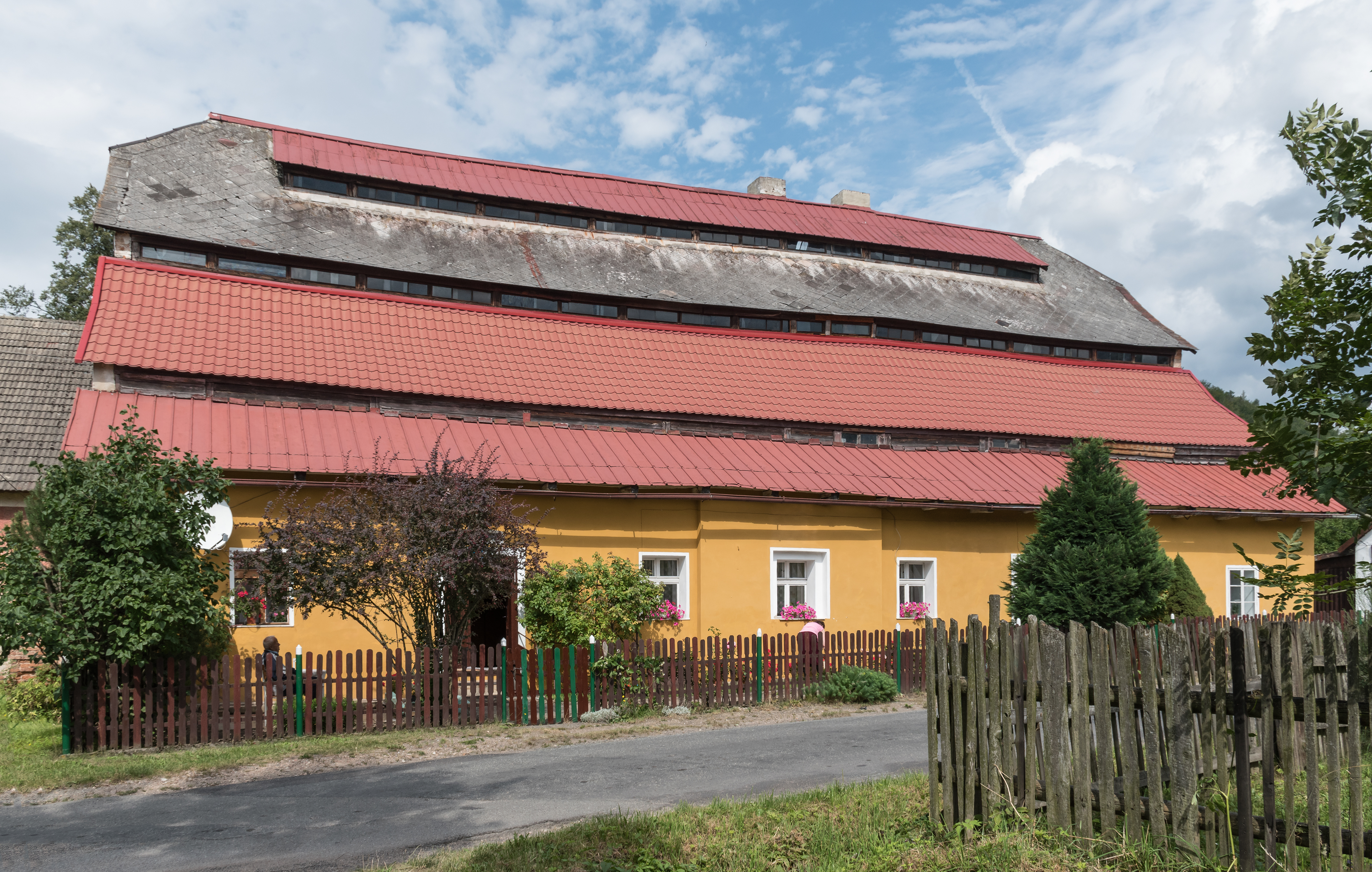
Wassermühle (Pohlmühle)
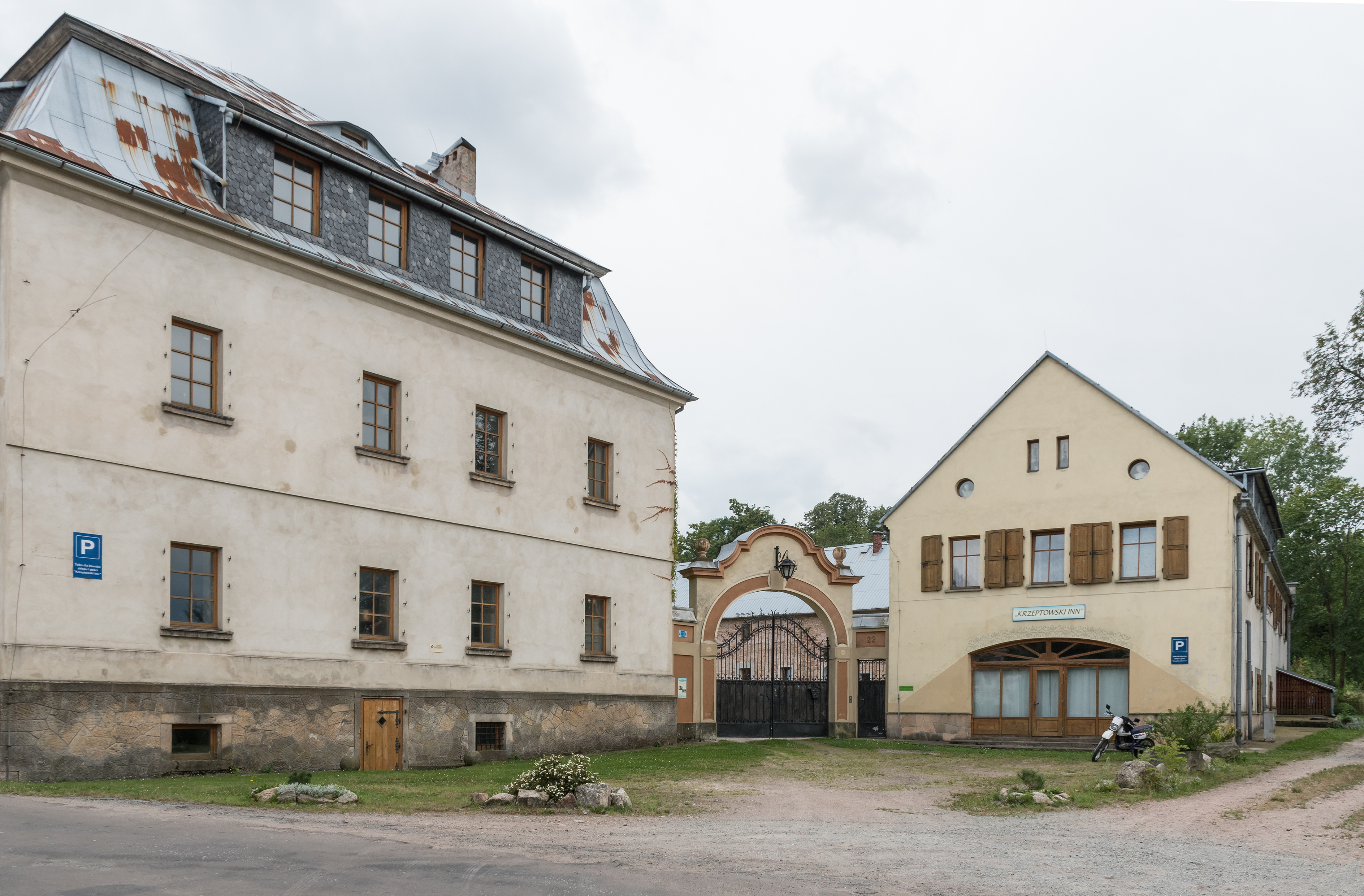
Freirichterhof
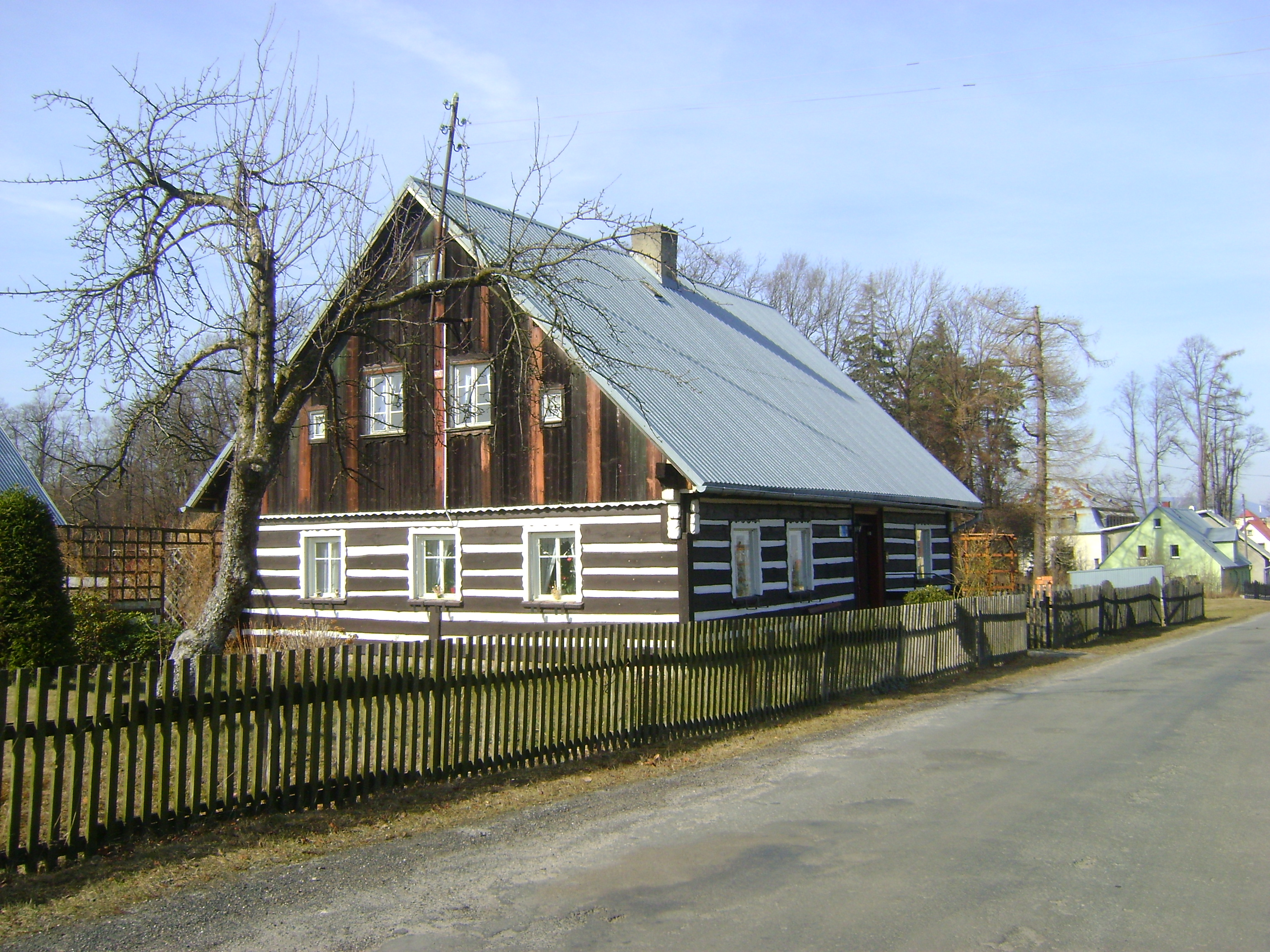
Wohnhaus

- Die bereits 1360 erwähnte Filialkirche St. Peter und Paul wurde 1560 wiederum aus Holz und 1589 aus Stein errichtet. An ihrer Stelle wurde 1711–1717 durch den Schönfelder Pfarrer A. Lengfeld ein größeres Gotteshaus erbaut. Es ist ein Langhaus mit hölzernen Emporen und einem dreiseitig geschlossenem Chor mit Stichkappentonne. Der Hochaltar und die Kanzel wurden 1730 geschaffen. In einer Nische über dem Seiteneingang befindet sich eine Marienfigur der Unbefleckten Empfängnis. Das Renaissance-Taufbecken stammt aus dem Anfang des 17. Jahrhunderts. Die Friedhofsmauer mit barockem Eingangstor wurde in der ersten Hälfte des 18. Jahrhunderts geschaffen.
- Der oberhalb der Kirche liegende Freirichterhof wurde 1785 vom Mittelwalder Textilfabrikanten Kommerzienrat Joseph Christoph Ludwig erworben und nach einem Brand 1891 wieder aufgebaut. 1905 wurde es von den Herren von Althann erworben. Ab 1930 beherbergte es eine Polizeischule. Nach dem Zweiten Weltkrieg diente es zeitweise als Kindererholungsheim.
- Das Gebäude der Wassermühle (bis 1945 Pohlmühle) mit vierfach abgesetztem Dach wurde 1811 errichtet.
- Steinerner Bildstock mit der Darstellung der Trinität (Gnadenstuhl)